# Parigi-Nizza 1992
La Parigi-Nizza 1992, cinquantesima edizione della corsa, si svolse dall'8 al 15 marzo su un percorso di 1 088 km ripartiti in 7 tappe (l'ultima suddivisa in due semitappe) precedute da un cronoprologo. Fu vinta dal francese Jean-François Bernard davanti allo svizzero Tony Rominger, vincitore dell'edizione precedente, e allo spagnolo Miguel Indurain.

## Tappe
| Tappa  | Data     | Percorso                                        | km   | Vincitore di tappa    | Leader cl. generale   |
| ------ | -------- | ----------------------------------------------- | ---- | --------------------- | --------------------- |
| Prol.  | 8 marzo  | Fontenay-sous-Bois (cron. individuale)          | 5.7  | Tony Rominger         | Tony Rominger         |
| 1ª     | 9 marzo  | Gien > Nevers                                   | 180  | Mario Cipollini       | Tony Rominger         |
| 2ª     | 10 marzo | Nevers > Roanne                                 | 184  | Mario Cipollini       | Tony Rominger         |
| 3ª     | 11 marzo | Saint-Étienne > Saint-Étienne (cron. a squadre) | 26.5 | Ariostea              | Miguel Indurain       |
| 4ª     | 12 marzo | Miramas > Marsiglia                             | 176  | Mario Cipollini       | Miguel Indurain       |
| 5ª     | 13 marzo | Marsiglia > Mont Faron                          | 187  | Tony Rominger         | Jean-François Bernard |
| 6ª     | 14 marzo | Tolone > Mandelieu-la-Napoule                   | 180  | Stéphane Heulot       | Jean-François Bernard |
| 7ª-1ª  | 15 marzo | Mandelieu-la-Napoule > Nizza                    | 102  | Adriano Baffi         | Jean-François Bernard |
| 7ª-2ª  | 15 marzo | Nizza > Col d'Èze (cron. individuale)           | 12   | Jean-François Bernard | Jean-François Bernard |
| Totale | Totale   | Totale                                          | 1088 |                       |                       |

## Dettagli delle tappe

### 1ª tappa
- 8 marzo: Fontenay-sous-Bois > Fontenay-sous-Bois (cron. individuale) – 5,7 km

| Pos. | Corridore       | Squadra       | Tempo |
| ---- | --------------- | ------------- | ----- |
| 1    | Tony Rominger   | Clas-Cajastur | 6'45" |
| 2    | Miguel Indurain | Banesto       | a 4"  |
| 3    | Jesús Montoya   | Amaya Seguros | a 6"  |

| Pos. | Corridore       | Squadra       | Tempo |
| ---- | --------------- | ------------- | ----- |
| 1    | Tony Rominger   | Clas-Cajastur | 6'45" |
| 2    | Miguel Indurain | Banesto       | a 4"  |
| 3    | Jesús Montoya   | Amaya Seguros | a 6"  |

### 2ª tappa
- 9 marzo: Gien > Nevers – 180 km

| Pos. | Corridore          | Squadra   | Tempo    |
| ---- | ------------------ | --------- | -------- |
| 1    | Mario Cipollini    | MG Boys   | 4h06'20" |
| 2    | Wiebren Veenstra   | Buckler   | s.t.     |
| 3    | Frédéric Moncassin | Castorama | s.t.     |

| Pos. | Corridore       | Squadra       | Tempo    |
| ---- | --------------- | ------------- | -------- |
| 1    | Tony Rominger   | Clas-Cajastur | 4h13'05" |
| 2    | Miguel Indurain | Banesto       | a 4"     |
| 3    | Jesús Montoya   | Amaya Seguros | a 6"     |

### 3ª tappa
- 10 marzo: Nevers > Roanne – 184 km

| Pos. | Corridore       | Squadra   | Tempo    |
| ---- | --------------- | --------- | -------- |
| 1    | Mario Cipollini | MG Boys   | 4h30'02" |
| 2    | Johan Capiot    | TVM-Sanyo | s.t.     |
| 3    | Michel Zanoli   | Motorola  | s.t.     |

| Pos. | Corridore       | Squadra       | Tempo    |
| ---- | --------------- | ------------- | -------- |
| 1    | Tony Rominger   | Clas-Cajastur | 8h43'07" |
| 2    | Miguel Indurain | Banesto       | a 4"     |
| 3    | Jesús Montoya   | Amaya Seguros | a 6"     |

### 4ª tappa
- 11 marzo: Saint-Étienne > Saint-Étienne (cron. a squadre) – 26,5 km

| Pos. | Squadra  | Tempo  |
| ---- | -------- | ------ |
| 1    | Ariostea | 32'39" |
| 2    | Banesto  | a 4"   |
| 3    | R.M.O.   | a 9"   |

| Pos. | Corridore             | Squadra  | Tempo    |
| ---- | --------------------- | -------- | -------- |
| 1    | Miguel Indurain       | Banesto  | 9h15'50" |
| 2    | Jean-François Bernard | Banesto  | a 4"     |
| 3    | Rolf Gölz             | Ariostea | a 8"     |

### 5ª tappa
- 12 marzo: Miramas > Marsiglia – 176 km

| Pos. | Corridore        | Squadra | Tempo    |
| ---- | ---------------- | ------- | -------- |
| 1    | Mario Cipollini  | MG Boys | 4h01'35" |
| 2    | Wiebren Veenstra | Buckler | s.t.     |
| 3    | Johan Museeuw    | Lotto   | s.t.     |

| Pos. | Corridore             | Squadra  | Tempo     |
| ---- | --------------------- | -------- | --------- |
| 1    | Miguel Indurain       | Banesto  | 13h17'25" |
| 2    | Jean-François Bernard | Banesto  | a 4"      |
| 3    | Rolf Gölz             | Ariostea | a 8"      |

### 6ª tappa
- 13 marzo: Marsiglia > Mont Faron – 187 km

| Pos. | Corridore             | Squadra       | Tempo    |
| ---- | --------------------- | ------------- | -------- |
| 1    | Tony Rominger         | Clas-Cajastur | 4h43'06" |
| 2    | Jean-François Bernard | Banesto       | a 14"    |
| 3    | Jesús Montoya         | Amaya Seguros | a 17"    |

| Pos. | Corridore             | Squadra       | Tempo     |
| ---- | --------------------- | ------------- | --------- |
| 1    | Jean-François Bernard | Banesto       | 18h00'43" |
| 2    | Miguel Indurain       | Banesto       | a 14"     |
| 3    | Tony Rominger         | Clas-Cajastur | a 18"     |

### 7ª tappa
- 14 marzo: Tolone > Mandelieu-la-Napoule – 180 km

| Pos. | Corridore       | Squadra       | Tempo    |
| ---- | --------------- | ------------- | -------- |
| 1    | Stéphane Heulot | R.M.O.        | 4h39'38" |
| 2    | Eddy Schurer    | TVM-Sanyo     | a 27"    |
| 3    | Jesús Montoya   | Amaya Seguros | a 48"    |

| Pos. | Corridore             | Squadra       | Tempo     |
| ---- | --------------------- | ------------- | --------- |
| 1    | Jean-François Bernard | Banesto       | 22h41'21" |
| 2    | Miguel Indurain       | Banesto       | a 7"      |
| 3    | Tony Rominger         | Clas-Cajastur | a 11"     |

### 8ª tappa
- 15 marzo: Mandelieu-la-Napoule > Nizza – 102 km

| Pos. | Corridore           | Squadra  | Tempo    |
| ---- | ------------------- | -------- | -------- |
| 1    | Adriano Baffi       | Ariostea | 2h24'21" |
| 2    | Jean-Claude Colotti | Z        | s.t.     |
| 3    | Phil Anderson       | Motorola | s.t.     |

| Pos. | Corridore             | Squadra       | Tempo     |
| ---- | --------------------- | ------------- | --------- |
| 1    | Jean-François Bernard | Banesto       | 25h05'42" |
| 2    | Miguel Indurain       | Banesto       | a 7"      |
| 3    | Tony Rominger         | Clas-Cajastur | a 11"     |

### 9ª tappa
- 15 marzo: Nizza > Col d'Èze (cron. individuale) – 12 km

| Pos. | Corridore             | Squadra       | Tempo  |
| ---- | --------------------- | ------------- | ------ |
| 1    | Jean-François Bernard | Banesto       | 22'15" |
| 2    | Tony Rominger         | Clas-Cajastur | a 23"  |
| 3    | Christophe Manin      | R.M.O.        | a 57"  |

| Pos. | Corridore             | Squadra       | Tempo     |
| ---- | --------------------- | ------------- | --------- |
| 1    | Jean-François Bernard | Banesto       | 25h27'57" |
| 2    | Tony Rominger         | Clas-Cajastur | a 34"     |
| 3    | Miguel Indurain       | Banesto       | a 1'17"   |

## Classifiche finali

### Classifica generale
| Pos. | Corridore             | Squadra       | Tempo     |
| ---- | --------------------- | ------------- | --------- |
| 1    | Jean-François Bernard | Banesto       | 25h27'57" |
| 2    | Tony Rominger         | Clas-Cajastur | a 34"     |
| 3    | Miguel Indurain       | Banesto       | a 1'17"   |
| 4    | Jesús Montoya         | Amaya Seguros | a 1'46"   |
| 5    | Christophe Manin      | R.M.O.        | a 2'14"   |
| 6    | Rolf Gölz             | Ariostea      | a 2'38"   |
| 7    | Jerome Simon          | Z             | a 3'14"   |
| 8    | Julián Gorospe        | Banesto       | a 3'17"   |
| 9    | Óscar de Jesús Vargas | Amaya Seguros | a 3'24"   |
| 10   | Charly Mottet         | R.M.O.        | a 3'29"   |